# Javiera Mena
Javiera Alejandra Mena Carrasco (Santiago de Chile, 3 de junio de 1983) es una cantautora, productora discográfica y música chilena de electropop.

## Primeros años
Desde pequeña, Javiera fue influenciada por la «Música AM», música que se escuchaba en Chile en el dial AM durante los tardíos años 80 y principios de los 90. Desde pequeña, perteneció al coro de la iglesia; estudió en el colegio católico Santa Elena. Después estudió cuatro años de composición y arreglos musicales en la Academia ProJazz de Santiago de Chile.
Empezó a tocar en 2001 como parte del circuito de grupos de rock independientes de Santiago en Universidades y festivales autogestionados, los cuales sirvieron como sus primeros escenarios.
Entre 2002 y 2005 actuó en Santiago con los músicos argentinos Rosario Bléfari y María Fernanda Aldana (de los grupos Suárez y El Otro Yo) y Entre Ríos, al igual que con el grupo de post-rock estadounidense L'Altra. Durante este periodo, ella pasó por diferentes instrumentos para realizar sus composiciones, desde la guitarra a los teclados, desde el tiple al piano de cola y desde Fruity Loops a Orión, además de softwares y sintetizadores. Ha escrito canciones acústicas, electrónicas, pop y en ritmos folclóricos. Trabajó junto a músicos de grupos chilenos como Congelador y Termita y con productores como Cristián Heyne y Gabriel Vigliensoni.
En 2005, dos de las canciones que luego formarían parte de su álbum debut fueron antologadas tanto en la compilación Panorama neutral, del sello Quemasucabeza, como en la banda sonora Departamentos vacíos, de la película de Alberto Fuguet, Se arrienda. El diario Clarín de Buenos Aires la catalogó de «Amazona del pop global».
Durante el 2006, junto a Francisca Villela formó el dúo de música electropop Tele-Visa, el que cambiaría de nombre a Prissa, debido a una solicitud del gigante mexicano de las comunicaciones Televisa. Ese mismo año, el dúo se separó y por motivos personales de las integrantes este proyecto musical no se concretó.
A través de internet se filtró el demo del que habría sido su primer álbum, «Ni tú, ni yo», junto a un videoclip del único sencillo, «Dar».

## Carrera

### 2006-2009: Álbum debut

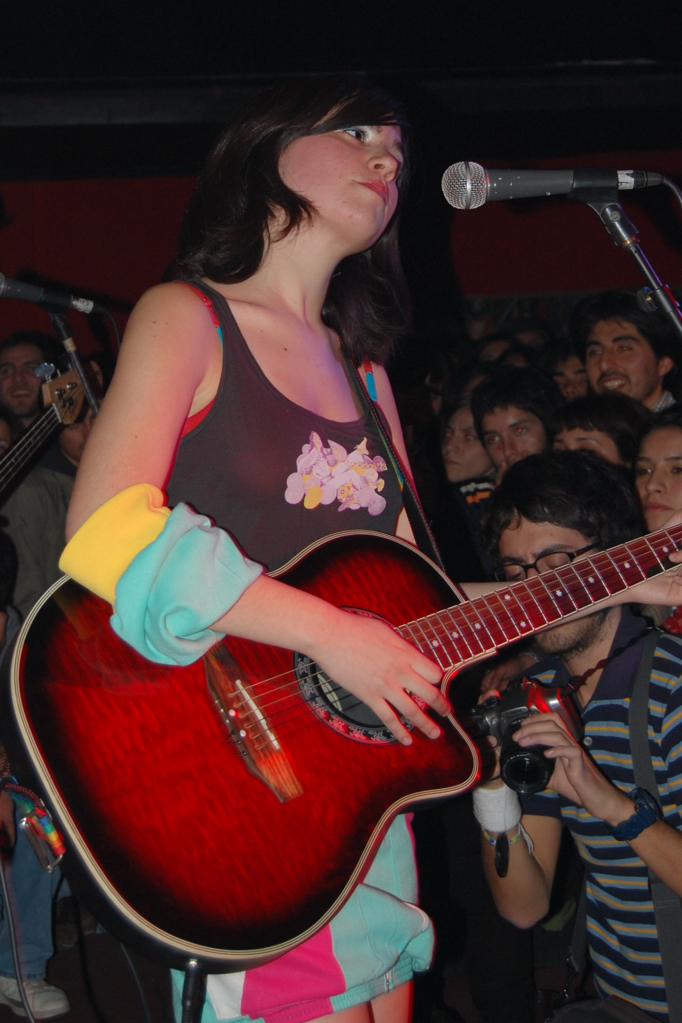
Javiera Mena en 2007 en Club 592 del Barrio Estación de Concepción.

2006 es el año en que Javiera Mena decide iniciar una carrera como solista. Aparece su primer álbum, llamado Esquemas juveniles, compuesto íntegramente por ella, el que reúne canciones trabajadas desde sus inicios como estudiante del Instituto ProJazz y producido por el reconocido Cristián Heyne. Se editó a través del sello Índice Virgen en Argentina y Quemasucabeza en Chile.
Meses más tarde, Javiera gana el Premio APES a Mejor revelación musical. El primer sencillo del disco, titulado de igual forma, logró gran aceptación radial llegando al lugar número 61 en el Top 100 de Chile. Lanzó para la promoción de su álbum debut las canciones «Yo no te pido la luna», «Al siguiente nivel» y «Está en tus manos»
Durante el verano de 2007 es invitada a participar de la primera versión del festival internacional EIMA (Encuentros Internacionales de Música Actual) en una gira por Chile que incluyó ciudades como Valdivia, Valparaíso y Santiago, junto a intérpretes como Holden, Gepe y The Married Monk.
A comienzos de 2008 inicia la producción de su segundo disco. Ese mismo año y tras el buen recibimiento de su sencillo «Sol de invierno» en el ambiente pop/indie mexicano, es invitada a la nueva versión del festival Vive Latino realizada a fines de mayo en el D.F., espectáculo en el que se presentó con su nueva banda. Además, fue invitada por Julieta Venegas a cantar con ella durante su gira de su MTV Unplugged en Santiago, interpretando la canción «De mis pasos».
En 2009, es invitada por los noruegos Kings of Convenience para abrir los conciertos del dúo en España y Portugal, presentando un concierto acústico basado en su primer álbum.

### 2010-2012:Mena
Tras cuatro años después de haber lanzado Esquemas juveniles, Javiera lanza su segundo álbum de estudio titulado Mena, el que contó nuevamente con la producción de Cristián Heyne y esta vez fue editado por el nuevo sello de ambos, Unión del Sur. Su primer sencillo, lanzado el 23 de mayo de 2010, «Hasta la verdad», contó con la colaboración del productor neoyorquino Kelley Polar en arreglos de cuerdas.
Mena fue presentado en público el 2 de octubre de 2010, con dos funciones realizadas en la Sala SCD Vespucio de Santiago, con una muy buena recepción de los asistentes.
Este disco fue promocionado en México en las ciudades de México, D. F., Cuernavaca y Querétaro entre octubre y noviembre de 2010, siendo elegido como Disco Revelación 2010.
En abril de 2011 es invitada a participar en la primera versión del festival Lollapalooza Chile, donde se presenta con un sólido show en el LG Stage del Movistar Arena.
El álbum Mena también tuvo una buena aceptación en España y junto a otros álbumes de artistas chilenos, obtuvo reconocimiento del importante diario El País, el cual bautizaba a Chile como "el nuevo paraíso del Pop". Es por esto que Javiera realizó una gira por diversas ciudades de España durante el 2011, incluyendo su primera presentación en el prestigioso festival Primavera Sound de Barcelona.
En octubre viaja a México a presentarse en el Corona Capital. A finales de 2011 regresa a Chile para realizar al año siguiente una gira junto a Miami Horror. También ese año, se presentó por primera vez en Estados Unidos y en marzo del mismo año fue parte del cartel del festival Vive Latino en México, D.F.
Al año siguiente, Javiera realiza un cameo en la película chilena Joven y alocada, además de participar en su banda sonora.
En marzo del mismo año vuelve a hacer una gira por México, pasando por Monterrey, Baja California Sur, Puebla y México D.F., en esta última como parte nuevamente del festival Vive Latino, compartiendo escenario con la chilena Francisca Valenzuela y Carla Morrison. Siguió la gira por España, cerrando ésta en Barcelona y Madrid.
En agosto de 2012, lanzó el último sencillo de su álbum Mena, titulado «Luz de piedra de luna».

### 2013-2016:Otra era
Javiera recibió una invitación de MTV México para componer el tema principal de la telenovela Niñas mal 2, «Agüita» producido por ella y Cristian Heyne, el cual fue interpretado por la mexicana Danna Paola. La canción fue estrenada el 16 de julio en los MTV Millennial Awards.
El 23 de julio del mismo año, Javiera solicitó el apoyo de sus seguidores para financiar vía crowdfunding el que sería su tercer disco, Otra era. Como una forma de agradecer a quienes la apoyaron en ese proceso, liberó el compilado Primeras composiciones 2000-2003, el que incluye canciones acústicas de sus primeros años de experimentación con instrumentos como la guitarra acústica y la flauta. Este disco está actualmente disponible en plataformas digitales.
El 27 de noviembre se lanzó el primer sencillo de este esperado álbum, titulado «Espada».
El 28 de octubre de 2014, sale a la luz su cuarto álbum de estudio Otra era, junto con el lanzamiento del sencillo del mismo nombre.
Durante 2015 se presenta por Chile, España, México, Perú, con la gira #OtraEraTour.
El álbum tuvo tan buen recibimiento en el medio que recibió una nominación al Grammy Latino en la categoría Mejor Canción Alternativa por «Otra era».
Ese mismo año, fue nominada a cuatro Premios Pulsar, ganando en la categoría Mejor Artista Pop.

### 2016: Festival de Viña del Mar
Pocas semanas antes de su primera presentación en el prestigioso Festival de Viña del Mar de 2016, el equipo de Javiera sufrió el robo de sus instrumentos musicales, entre ellos su teclado personalizado. La tienda Audiomúsica donó varios instrumentos para ayudar a Javiera y así pudiera tocar en el festival.
Javiera Mena fue galardonada con Gaviota de Plata y de Oro por su impecable presentación. Además, durante el mismo festival fue invitada por Alejandro Sanz a cantar «Corazón partío», cuya presentación fue criticada por algunos ya que Javiera olvidó parte de la letra, además de desafinar debido a los nervios.
Al mes siguiente, Javiera participó en Lollapalooza Chile 2016, en el Itaú Stage y en la primera edición del Ruidosa Fest.
En junio de 2017, la expareja de Camilo Castaldi, integrante del grupo chileno Los Tetas, declaró públicamente que los instrumentos robados antes del Festival al equipo de Javiera Mena habían sido escondidos en casa de éste y que él mismo se había quedado con una de las guitarras, la cual fue devuelta a una de las guitarristas de Javiera.
Este mismo año, Javiera Mena fue seleccionada por el Ministerio de Relaciones Exteriores de Chile para representar al país en una gira por el continente asiático.

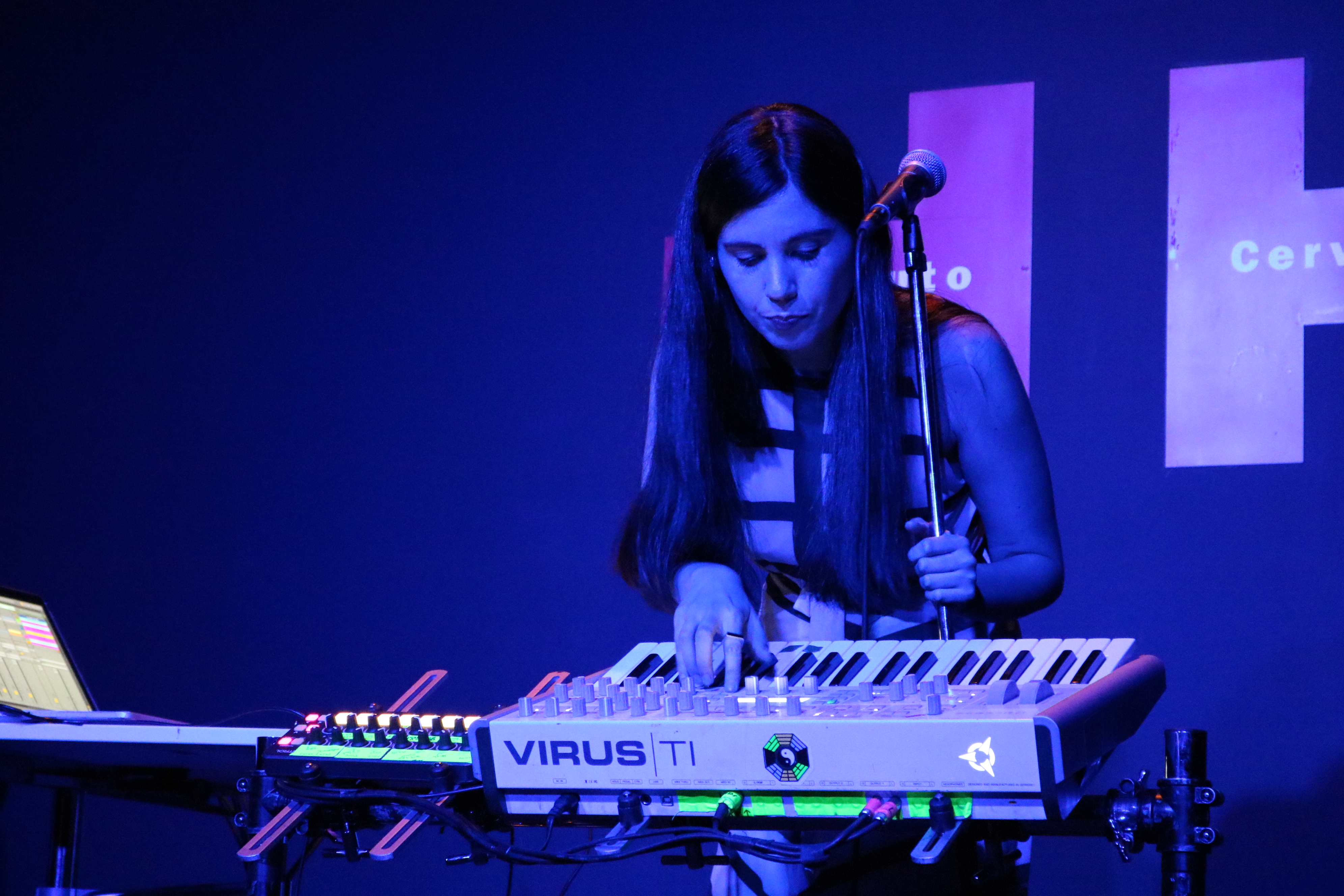
Javiera Mena en concierto, Instituto Cervantes de Tokio.

### 2017-2019:Espejo
En octubre de 2017, anunció su nueva canción, «Dentro de ti», primer sencillo de su próximo álbum de estudio. El 3 de noviembre, la canción ya estaba disponible a través de redes sociales, plataformas musicales y difusión en radio.
El 23 de noviembre se realizó un concierto para presentar este sencillo públicamente en el Teatro La Cúpula, en Santiago de Chile.
Luego lanzó un segundo sencillo llamado «Intuición», en colaboración con Li Saumet.
El 27 de abril de 2018, Javiera Mena lanzó su cuarto álbum de estudio, Espejo, luego de firmar con el importante sello discográfico Sony Music. El que fue presentado el 29 de septiembre en el Teatro Caupolicán de Santiago.
El 7 de junio de 2018, Javiera se presenta en Londres, Reino Unido, marcando otro hito en su carrera. También visitó Alemania, Francia y Brasil.
Javiera Mena fue invitada a Estados Unidos donde participó en abril de 2019 en el Festival de Música y Artes de Coachella junto a otras dos artistas chilenas, Mon Laferte y Tomasa del Real. Ese mismo año, fue nominada en la categoría Mejor Productor Musical en los Premios Pulsar.

### 2020:I. Entusiasmo
Como un anticipo de su primer EP, Javiera lanzó el sencillo «Flashback», el que fue remezclado por varios músicos, entre ellos Toy Selectah, Bravvo.
Junto a un nuevo productor, Pablo Stipicic, comenzó a trabajar en su nuevo material, presentando el sencillo «Corazón Astral».
Posteriormente, colaboró con la artista brasilera Jade Baraldo para el relanzamiento en español de la canción «Brasa» y con Miranda! para el sencillo «Entre las dos» del octavo álbum de la banda argentina.
En marzo de 2021 lanza su tercer sencillo «Dos» en exclusiva con "Avakin Life" (un juego para móviles) en un concierto virtual.
El 25 de mayo de 2021, Javiera lanzó su nuevo disco, el EP I. Entusiasmo, de manera digital. Este EP incluye dos nuevas canciones, «Diva» junto a Chico Blanco y «Pasión A.K.A. Ilusión».
Las nuevas canciones describen distintas emociones y sentires, que van desde el erotismo, pasando por el dolor y la pasión. Al ser el entusiasmo el hilo conductor del disco, estas canciones se convierten en escritos emocionales que Javiera quiere regalarle a la gente. En él podemos encontrar relatos de cuarentena y desamores.

### 2022: Benidorm Fest
Javiera, quien lleva varios años radicada en España, recibió en septiembre de 2021 una invitación de parte de la Radio y Televisión Española (RTVE) para participar en la preselección de España del Festival de Eurovisión, el evento musical más importante de Europa.
La canción de Javiera, «Culpa», completamente de su autoría, logró clasificar a las semifinales del Benidorm Fest 2022, participando en la segunda semifinal del certamen el 27 de enero de 2022. A pesar del optimismo de su equipo, sólo obtuvo el 6.º lugar con 50 puntos, los que no fueron suficientes para acceder a la final (puedes ver su presentación aquí). Aun así, Javiera considera su participación en el Benidorm Fest 2022 una enriquecedora experiencia.

### 2022 - 2024:Nocturna

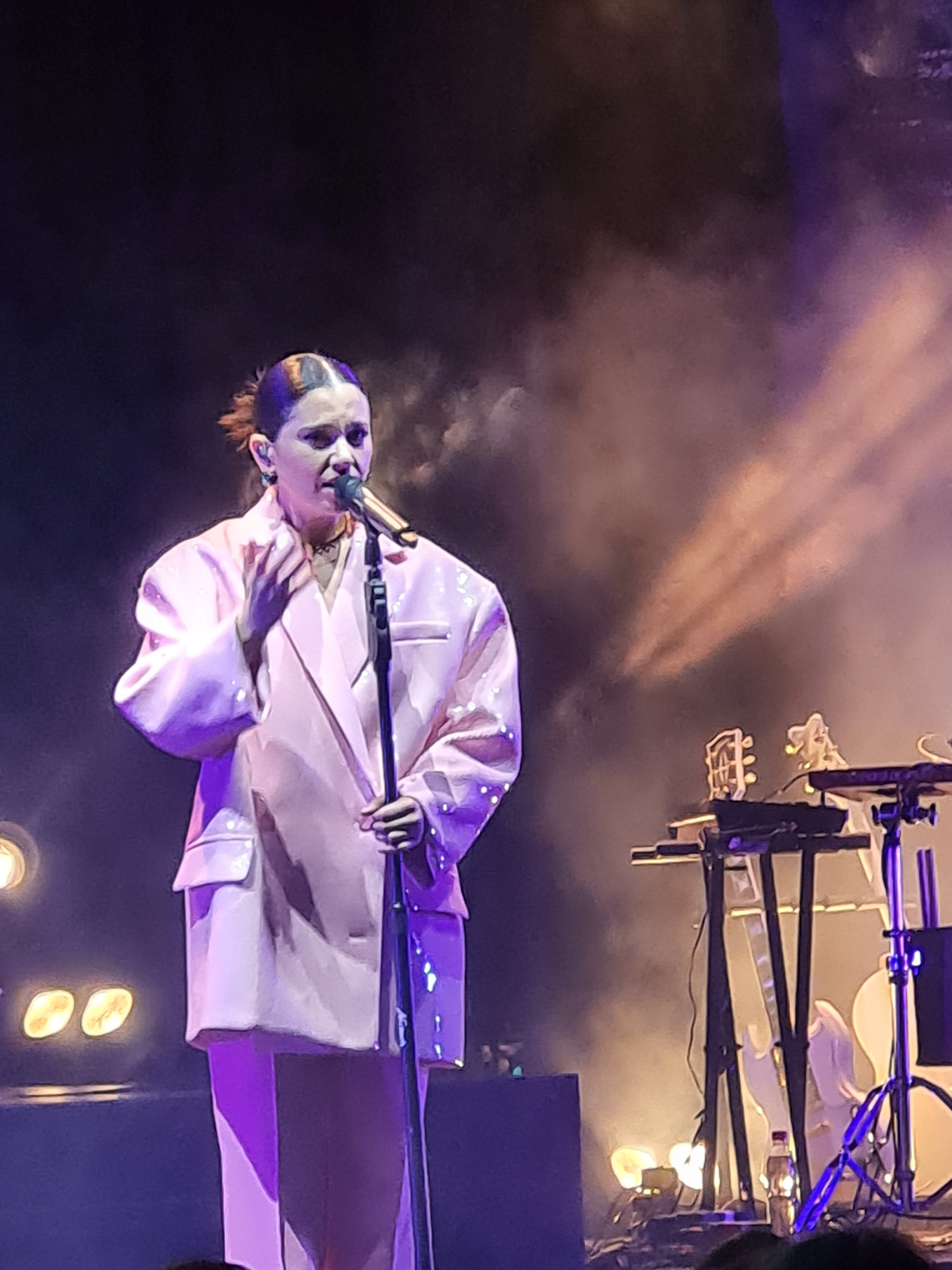
Javiera Mena en el lanzamiento de su álbum Nocturna en el Teatro Coliseo de Santiago

Javiera siguió trabajando junto a Pablo Stipicic y como resultado se lanzó en septiembre de 2022 su quinto álbum, «Nocturna», en una fiesta privada en España.
Pronto viajó a Chile a mostrar sus nuevas canciones, partiendo este tour en el teatro Coliseo de Santiago y recorriendo Chile en una gira, que también la llevó a Argentina y México.
Entre los sencillos promocionales, hay una colaboración con la cantante chilena Myriam Hernández, «Dunas», además de «La isla de Lesbos», «Me gustas tú» y el más reciente, «Peligrosa».

## Discografía

### Álbumes de estudio
- 2006: Esquemas juveniles
- 2010: Mena
- 2014: Otra era
- 2018: Espejo
- 2022: Nocturna
- 2025: Inmersión

### EP digitales
- 2021: I. Entusiasmo
- 2021: I. Entusiasmo (deluxe remixes)

## Premios y nominaciones
| Año  | Premio                         | Categoría                               | Trabajo    | Resultado | Ref.   |
| ---- | ------------------------------ | --------------------------------------- | ---------- | --------- | ------ |
| 2011 | Premios MIN                    | Mejor artista chileno                   | Ella misma | Ganador   | [ 44 ] |
| 2013 | MTV Europe Music Awards        | Mejor Artista MTV Latin America Central | Ella misma | Nominado  | [ 45 ] |
| 2014 | MTV Millennial Awards          | Video del año                           | «Espada»   | Nominado  | [ 46 ] |
| 2014 | Copihue de Oro                 | Mejor cantante pop/rock                 | Ella misma | Nominado  | [ 47 ] |
| 2014 | Premios 40 Principales América | Mejor artista chileno                   | Ella misma | Nominado  |        |
| 2015 | Premios Grammy Latinos         | Mejor Canción alternativa               | «Otra era» | Nominado  | [ 18 ] |
| 2015 | MTV Europe Music Awards        | Mejor Artista MTV Latin America Central | Ella misma | Nominado  | [ 48 ] |
| 2015 | Premios Pulsar                 | Canción del año                         | «Otra era» | Nominado  | [ 49 ] |
| 2015 | Premios Pulsar                 | Mejor artista pop                       | Ella misma | Ganador   | [ 19 ] |
| 2015 | Premios Pulsar                 | Álbum del año                           | Otra era   | Nominado  | [ 49 ] |
| 2015 | Premios Pulsar                 | Artista del año                         | Ella misma | Nominado  | [ 49 ] |
| 2015 | MTV Millennial Awards          | Video del año                           | «La joya»  | Nominado  | [ 50 ] |
| 2019 | Premios Pulsar                 | Mejor Productor Musical                 | Ella misma | Nominada  | [ 33 ] |